# قطعنامه ۸۵۲ شورای امنیت
قطعنامه ۸۵۲ شورای امنیت سازمان ملل متحد که در تاریخ ۲۸ جولای ۱۹۹۳ تصویب شد، سندی بین‌المللی دربارهٔ اسرائیل-لبنان است. این قطعنامه طی نشست ۳۲۵۸ام با ۱۵ رای موافق، ۰ مخالف و ۰ ممتنع تصویب شد.